# Fürgeholyvaformák
A fürgeholyvaformák (Tachyporinae) a rovarok (Insecta) osztályában  a holyvafélék (Staphylinidae) családjának alcsaládja.

## Rendszerezés
A következő nemzetségekre és nemekre osztják az alcsaládot (a felsorolás nem feltétlenül teljes):
Deropini
Derops (Smetana, 1983)
Megarthropsini
Lacvietina
Megarthropsis
Nepaliodes
Peitawopsis
Mycetoporini (Thomson, 1859) (= Bolitobiini (Horn, 1877))
Bolitobius (Samouelle, 1819)
Bryophacis (Reitter, 1857)
Bryoporus (Kraatz, 1857)
Carphacis (Des Gozis, 1886)
Ischnosoma (Stephens, 1829)
Lordithon (Thomson, 1859)
Mycetoporus (Mannerheim, 1830)
Tachyporini (MacLeay, 1825)
Cilea (Jacquelin du Val, 1856)
Coproporus (Kraatz, 1858)
Lamprinodes (Luze, 1901)
Lamprinus (Heer, 1839)
Sepedophilus (Gistel, 1856)
Tachinus (Gravenhorst, 1802)
Tachyporus (Gravenhorst, 1802)
Vatesini (Seevers 1958)
Vatesus

## Magyarországon előforduló fajok
Lordithon (C.G. Thomson, 1859)
Lordithon pulchellus (Mannerheim, 1831)
Lordithon speciosus (Erichson, 1839)
Tarka gombászholyva (Lordithon lunulatus) (Linnaeus, 1761)
Közönséges pihésholyva (Sepedophilus marshami) (Stephens, 1832)
Közönséges kószaholyva (Tachyporus hypnorum) (Fabricius, 1775)

## Fordítás
- Ez a szócikk részben vagy egészben  a   Tachyporinae című orosz Wikipédia-szócikk fordításán alapul.  Az eredeti cikk szerkesztőit annak laptörténete sorolja fel. Ez a jelzés csupán a megfogalmazás eredetét és a szerzői jogokat jelzi, nem szolgál a cikkben szereplő információk forrásmegjelöléseként.